# Мэй Сивэнь
Мэй Сивэ́нь (род. 8 октября 1982 года в Хубэе, Китай) — китайский профессиональный игрок в снукер, который дебютировал в мэйн-туре в сезоне 2009/10. Мэй стал профессионалом по представлению азиатской ассоциации бильярда и снукера — ACBS. В своём дебютном сезоне мэйн-тура Сивэнь лишь дважды достиг второго раунда квалификации на рейтинговых турнирах и, таким образом, не смог сохранить своё место в туре на следующий сезон.
В 2009 году он был финалистом чемпионата Азии по снукеру.